# Історія міжнародного публічного права
Міжнародне публічне право — правова система договірних і звичаєвих юридичних норм, що регулюють правовідносини держав та інших суб'єктів міжнародного права метою яких забезпечення миру і співробітництва. Міжнародне право — це велика юридична споруда, яка будувалася людством протягом століть із метою створення і затвердження нормальних впорядкованих відносин між державами. Із розвитком суспільства з'являлася і діяла система певних положень, які регулюють відносини між різними соціальними верствами. Зараз ця система поширена на різні держави та народи.
Із розвитком суспільства з'являлася і діяла система певних положень, які регулюють відносини між різними соціальними верствами. Зараз ця система поширена на різні держави та народи.
Однієї точки зору про час зародження міжнародного публічного права немає, але є три версії:
- період розвитку міжплемінних відносин
- одночасно з виникненням держав
- середина середньовіччя

За одним з підходів періодами розвитку міжнародного права є:
- античний період;
- середні віки;
- Період після Вестфальського конгресу 1648 р.;
- Етап після Великої Французької революції;
- Період Версальської системи (1919—1939 р.р.)
- Новітній час[2]

## Античний період
Система юридичних принципів і норм міжнародного права, поступово з'явилася в період з 4 тис. До н. е. по 476 р н. е. І вона регулювала відносини держав Стародавнього світу.
Міждержавні правові норми почали з'являтися в 4 тис. До н. е. коли виникли перші рабовласницькі держави на основі того, що у них уже існувало рабовласницьке право. Місцем зародження міжнародного права є Близький Схід, долина річок Тигру, Євфрату, Нілу. Саме там в 4 тис. До н. е. Там утворилися перші найдавніші держави і почали формуватися перші міжнародні правові норми.
Основними ознаками таких норм були:
1. вони прийшли з додержавного міжплемінного «права» правила, закріплені в звичаях і договорах:
2. релігійність;
3. регіоналізм;
4. звичай як головне джерело міжнародного права.

Тоді не було міжнародних відносин, так я вони розуміються сьогодні. У різних місцях були перші прояви міжнародного життя (Близький Схід, Індія, Китай, Греція, Рим та ін.). Існували перші держави, які підтримували між собою зв'язки.
Найдавнішим на сьогоднішній день міжнародно-правовим актом є договір близько 3100 до н. е., який був укладений між правителями месопотамських міст Лагаш та Умма. Зокрема у ньому були положення про державний кордон і про його недоторканість. Крім цього там також було вказано, що конфлікти між сторонами повинні були вирішені шляхом арбітражу.
Коли зародилося міжнародне право у Стародавньому світі, то його основними суб'єктами були фараони і інші правителі. Суб'єктами у Стародавній Греції були поліси, в кожного з яких було власне громадянство і територія, це також визначало те, що поліси могли самостійно оголошувати мир або війну.
У цей час у всіх країнах зовнішня політика проводилася у формі війни . У Єгипті під час війни панувало юридично не обмежене свавілля. Ті хто переміг, забирали собі все майно і власність переможеного. В Індії в основному правові норми щодо ведення війни були закріплені в «Законах Ману» і «Артхашастра». Але все-таки вона визнавалася негативним явищем.
У Греції під війною розумілося протистояння одного поліса з іншим. Можна також відмітити, що чітких визначень, щодо обмеження зброї, з якою воювали, не існувало.
У Римі вважалося, що війна — це бажання богів, тому суттєвих правових обмежень щодо цього не існувало.
У дипломатії, зокрема, можна простежити вияви релігійності. У Китаї прийоми послів а також укладання договорів, було пов'язане із обрядами, ритуалами і жертвопринесеннями.
Закінчення цього періоду пов'язане із падінням Західної Римської імперії у 476 р. до н. е. яка утворила і розвинула в собі основні інститути «першого» права.
З'явився також договір про заступництво, який воюючі держави укладали в знак перемир'я.

## Середні віки
Падіння в 476 р. Н.е. Західної Римської імперії і скинення останнього римського імператора Ромула Августула стало точкою відліку наступного періоду розвитку міжнародного права . Система юридичних принципів і норм, поступово склалися в V—XVII ст. і почали врегульовувати відносини між різними державами, які існували в Середніх віках.
До основних рис цього періоду можна віднести:
1. досить поширене було явище регіоналізму
2. звичаєві норми значно переважали над договірними;
3. церква посідала важливе місце у процесі формування і розвитку норм міжнародного права.

Однієї системи права, яка б регулювала відносини між всіма країнами не було, тому були різні правові центри, наприклад: Західна Європа, Візантія, Київська Русь, потім Московська держава, Арабський Схід, Індія і Китай. Основними суб'єктами міжнародних відносин були монархи, папа римський, а також лицарські ордени (Тевтонський і Лівонський) і інші.
У перший час для феодальних відносин були характерні усні форми укладання договорів, але поступово почали з'являтися і письмові . В основному тексти у договорах писалися на латині. Терміни дії таких договорів були найрізноманітніші. Важливо відмітити, що в цей час з'являються нові види договорів: торгові, про плавання по річках, консульські, валютні та інші угоди. Найпоширенішими були двохсторонні угоді, але потім почали з'являтися угоди з участю двох і більше сторін.. В основному, це були мирні договори.
У 1648 було укладено Вестфальський трактат, після якого закінчилася Тридцятирічна війна. В основу трактату було покладено принцип політичної рівноваги, і в подальшому всі конфлікти повинні були розв'язуватися не релігійним, а світським шляхом. Важливим було поява Третейських судів, які вирішували міжнародні конфлікти. Арбітрами у міжнародних спорах в основному виступали монархи, світські феодали, папа римський тощо.
Виникла нова посадова особа — консул. Вперше вони з'являються в десятому столітті в Середземномор'ї . Тоді це були особи, які захищали свої інтереси перед місцевою владою.
Становище іноземців було особливо тяжким, так як вони повністю залежали від феодала. Зокрема майно іноземця, після його смерті повинно було перейти не до його родичів чи спадкоємців, а до феодала. Існувало також берегове право. Пізніше становище громадян, які проживають за кордоном певною мірою пом'якшується, і це стає основою і предметом багатьох міжнародних договорів.
Розвиваються також правові норми щодо війни, в основному учасниками війни були дорослі чоловіки. А в мусульманських країнах участь у священних війнах могли брати і жінки. Але в більшій своїй мірі закони війни були як і раніше суворими, зокрема чітке розмежування було між воюючим населенням і простим, існували також жорсткі норми щодо полонених. Пізніше з'являється піклування про поранених і хворих.
З розвитком ідей суверенітету і рівноправности держав дуже часто суверенітет держави співвідношувався із суверенітетом монарха, оскільки фактично він був його носієм. Найяскравішим прикладом такого був вислів французького короля Людовика XIV: «Держава — це я». Рівність держав зводилося до рівності монархів.
Також з'являється наука міжнародного права. Започаткував її голландський юрист Гуго Гроцій. У 1625 р. з'явилася його праця «Про право війни і миру», яка окреслила всі найважливіші міжнародні питання.
Внаслідок великих географічних відкриттів зв'язки між різними державами світу починають змінюватись і одночасно формується єдине для всіх міжнародне право. Воно переважно своєю мірою договірне, роль церкви у ньому падає.
Тридцятирічна війна (1618—1648) остаточно розорила Європу. Світові потрібно інша організація відносин між державами на правовій, договірній основі, — саме так було вирішено в 1648 р. на Вестфальському мирному конгресі.

## Період після Вестфальського конгресу 1648 року
Вестфальський конгрес був першими зборами на міжнародному рівні, метою яких було віднайти новий спосіб організації міжнародної політики між державами і прийняти інші найважливші рішення міжнародного характеру.
Найважливішими рішеннями, які були прийняті на Вестфальському конгресі були: перш за все, побудова і організація нової світової гармонії і порядку. Саме в цей час у світі була така політична ситуація, яка потребувала вирішення. Нова організація повинна була засновуватися на взаємозв'язках між суверенними і незалежними державами, і основи таких взаємозв'язків були викладені у Мюнстерських і Оснабрюкських трактатах.
Вестфальський мир встановив у Європі відносини, які базувалися на принципах політичної рівноваги і співвідношення сил. Нові кордони багатьох європейських держав стали базою для більшости укладених згодом договорів. Повинні були гарантуватися можливості вирішення різних конфліктів із використанням мирних засобів, а також можливістю застосування колективних санкцій до правопорушника . Це означає, що сучасні принципи територіального розподілу і взаємовідносин між державами зародилися ще в далекому 1648 р. Слід звернути увагу, що положення Мюнстерського й Оснабрюкського трактатів започаткували і розвинули такі правові інститути, як міжнародно-правове визнання, міжнародно-правова відповідальність, уперше запровадили в міжнародне право деякі норми, які стосувалися статусу консулів.
Але, не дивлячись на це, способи управління державами у більшости із них були тиранічного характеру, що залишало міжнародні відносини небезпечними і непередбачуваними.
Звичайно, що на це звертали увагу мислителі того часу. Фактично вже із другої половини XVII ст. Було зрозуміло, що міжнародно-правові відносини потребують реорганізації.

## Етап після Великої французької революції
Велика французька революція є наступною зупинкою у відліку історії міжнародного права, тому саме під дією тогочасних ідей, які призвели до неї, на межі XVIII—XIX століть у міжнародному праві започаткувалися принципи і норми, які сильно змінили організаційну систему Вестфальського міжнародного правопорядку. Найсуттєвішими моментами цієї епохи були: прийняття Декларації незалежности США 1776 p., Конституції США 1787 p. і Білля про права 1789 p., Декларації прав людини і громадянина 1789 p., Декларації прав народів 1795 p., Віденський конгрес 1815 p., Берлінський конгрес 1878 p., Гаазькі конференції миру 1899 і 1907 років. Багато норм у цьому документі названо як норми конституційного права або як основні норми зовнішньої політики, які увійшли у міжнародне право і визнаються ним.
В цей час відбувається надзвичайний вплив державно-правових актів на систему міжнародних відносин. Це перш за все ті основні нормативно-правові акти, які відображають принципи народовладдя та пізніше лягли в основу тих норм, які забезпечують народові право вибору, яке пов'язане із його існуванням. Принцип народного суверенітету з плином часу призвів до визнання рівности та рівноправности народів, а також до формування міжнародно-правового принципу невтручання у внутрішні справи держав. Конституційні акти межі XVIII—XIX століть сприяли тому, що міжнародне право значною мірою гуманізувалося, і почали з'являтися міжнародно-правові акти про права людини. Саме в цей період часу у історії міжнародного права почався бурхливий розвиток міжнародно-правової науки. З'явилися основоположні праці, які сприяли розвиткові міжнародно-правової практики.
Другий етап у розвитку міжнародного права завершився початком Першої світової війни. Як наслідок, державам не вдалося створити досконалої системи організації політики між собою. Стало зрозуміло, що світові потрібна досконаліша організація правопорядку, ніж та, яка вже існувала . Так з'явилася Версальська система, яка поклала початок розвиткові теперішньому етапові розвитку міжнародного права.

## Період Версальської системи (1919—1939)
Найсуттєвішими подіями цього періоду були підписання Версальського договору 1919 р. і створенням Ліґи Націй. Міжнародний організаційно-правовий механізм Ліґи Націй був фактично був спробою створення міжнародної організації задля підтримки миру і порядку у світі. Таке практичне втілення цих ідей було вперше в історії.

## Новітній час
Після Другої світової війни одним із основних завдань політиків було створення нової досконалої політико-правової системи на базі розподілу усіх країн на два соціально-економічних табори. Це і було зроблено у правовій моделі Організації Об'єднаних Націй. Якраз у цей час відбулася широкомасштабна систематизація і кодифікація міжнародного права. Було утворено Статут ООН 1945 р. Також з'явилася низка міжнародно-правових організацій. Вони певною мірою витіснили значення держави у організації міжнародної політики. Крім цього, з'явилися і інші особливості, наприклад, визнання нових суб'єктів міжнародно-правових відносин, зокрема великих транснаціональних корпорацій (ТНК), міжнародних недержавних організацій, фізичної особи тощо.
Для другої половини ХХ ст. було характерним те, що відбувалася масова кодифікація права. Так було створено галузеві кодифікації практично всіх галузей міжнародного права. В сучасному міжнародному праві існують такі галузі як: міжнародне повітряне, космічне, гуманітарне право, а також інститути міжнародно-правового регулювання в мережі Інтернет та ін. Часто їхнє створення пов'язане із науково-технічним прогресом. Крім цього, цей період характеризується активною появою і нарощуванням норм, пов'язаних із правами людини. Нова галузь цього права — це міжнародне право прав людини. Воно все більшою мірою впливає на правотворчу діяльність міжнародних організацій. Характерним також є, що почали створюватися міжнародні примати установ національних правових систем. Як наслідок, відбулося утворення органів міжнародної юстиції (Європейський суд з прав людини, Міжнародний кримінальний суд та ін.), рішення котрих є обов'язковими для держав-учасниць.
Для сучасної міжнародно-правової думки характерний розподіл на три течії — позитивістського, природно-правового та ліберального. Остання течія набуває все більшого розвитку і визнання.
З кінця XX ст. Відбулися новітні якісні зміни у міжнародному праві. Зокрема, змінився предмет (об'єкт) міжнародного права, який існував у формі двополярної системи, для якої були характерними спільні принципи і норми міжнародного права, якісна система гарантій і додержання зобов'язань, контролю за належним функціонуванням системи безпеки тощо. Безпосередній вплив на розвиток міжнародного права здійснили: розпад соціалістичної системи, поява низки держав, які були новими учасниками міжнародно-правових відносин, лібералізація міжнародних економічних відносин. Усе це стимулювало всебічний розвиток міжнародного права.
В наш час одним із основних завдань є пристосування міжнародного права до сучасних особливостей відносин між суб'єктами міжнародного права, а також створення належних способів, методів і правових умов для збереження нашої планети, людства та побудованої ним цивілізації.